# 末别飞沼
末别飞沼（日语：／）或泽尔卡尔诺耶湖（俄语：Озеро Зелкалное）是萨哈林州北库里尔斯克区幌筵岛的湖，面积1.4平方公里，海拔6米，集水面积32平方公里。